# Rôge
Die Rôge ist ein Fluss in Frankreich, der im Département Haute-Saône in der Region Bourgogne-Franche-Comté verläuft. Sie entspringt im Regionalen Naturpark Ballons des Vosges, im Gemeindegebiet von Saint-Bresson, entwässert generell in südwestlicher Richtung und mündet nach rund 22 Kilometern im Gemeindegebiet von Briaucourt  als rechter Nebenfluss in die Lanterne. In ihrem Mittelabschnitt unterquert sie die hier autobahnähnlich ausgebaute Nationalstraße N 57 und die parallel verlaufende Bahnstrecke Blainville-Damelevières–Lure.

## Orte am Fluss
(Reihenfolge in Fließrichtung)
- Fougerolles, Gemeinde Fougerolles-Saint-Valbert
- Fontaine-lès-Luxeuil
- Hautevelle
- Francalmont
- Briaucourt